# Die Lugners
Die Lugners ist eine österreichische Reality Soap nach dem Vorbild von The Osbournes, die auf dem österreichischen Privatfernsehsender ATV ausgestrahlt wird. Nachdem „Die Lugners“ ab September 2002 als Teil des Boulevardmagazins check it ausgestrahlt wurde, entstand eine eigenständige Serie, deren erste Folge 2003 gesendet wurde. Erfinder der Serie ist Thomas Gauss.

## Inhalt
Die Sendung beschreibt den Alltag des Bauunternehmers Richard Lugner (Spitzname Mörtel) und seiner Familie. Zu aktuellen Anlässen wie dem Wiener Opernball oder Life Ball wird die Sendung am darauf folgenden Freitag ausgestrahlt. Gastauftritte hatten unter anderem Geri Halliwell, Carmen Electra, Paris Hilton, Gery Keszler, Dieter Bohlen und die Wiener Society-Lady Jeannine Schiller.

### Mörtel sucht das Glück
Nach der Scheidung von Richard und Christina Lugner im Sommer 2007 wurde noch eine letzte Staffel in dieser Besetzung auf ATV ausgestrahlt. Da das Ende der Serie womöglich Gewinneinbußen für den Privatsender bedeutet hätte, beschloss man, ein neues Format zu produzieren, in dem Richard Lugner eine neue Frau für sein Glück findet. Die Lugners – Mörtel sucht das Glück wurde ab September 2007 ausgestrahlt und konnte die Quoten der vorigen Staffeln teilweise sogar übertrumpfen.
In jeder Folge besuchte Lugner eine Astrologin und befragte sie nach günstigen Auswahlnamen und Sternzeichen seiner potenziellen Traumfrauen. Danach las er die Bewerbungen für die Sendungen durch und lud vier Frauen, die sich beworben hatten, zu sich ein und führte mit jeder ein Gespräch. Darauf musste er sich für zwei entscheiden, mit denen er dann für ein Wochenende eine Stadt im Ausland bereiste. Nach den zwei Tagen musste er eine der beiden Damen wählen. Die Frau, die sein „Herz eroberte“, wurde zu seiner Miss in der Reisestadt gemacht, zum Beispiel in Budapest die Miss Budapest. Gegen Ende der 12 Episoden langen Staffel wählte Lugner aus den 6 Missen zwei Finalistinnen, mit denen er einen Urlaub in Kenia verbrachte, nach dem er sich in der letzten Folge für die Siegerin (Bettina Kofler) entschied, die ihn zum Opernball 2008 begleitete.

### Weitere Staffeln / Folgen
Im Herbst 2008 wurde die 9. Staffel der Lugners gesendet. Themen waren unter anderem Richard Lugners Leben mit Bettina Kofler, der Siegerin von Mörtel sucht das Glück, ein Massen-Campingausflug nach Kroatien mit Fans, die sich über ATV beworben haben, sowie Lugner und Kofler in historischen Kostümen und Aktionen. Im November 2008 wurden zwei Folgen gesendet, in denen Lugner und Kofler mit einigen Fans Urlaub in der Türkei machten und es zur Trennung der beiden kam. Seither werden in unregelmäßigen Abständen Folgen gezeigt, in denen Lugner unter anderem beim Urlaub und beim Opernball gezeigt wird.
Weitere Sonderfolgen:
Mörtel wird 80! (2012)
Das verflixte 1. Ehejahr (2015)
Mörtel for Präsident (2016)